# Obrácení
Obrácení či konverze je pojmem z oblasti náboženství, značícím hluboký, vnitřní náboženský zážitek, kontakt či setkání s numinóznem, změnu životního směřování a počátek či proměnu života víry.

## Význam a původ slova
Samotný termín znamená příklon nebo návrat k Bohu. Ve Starém Zákoně mu odpovídá hebrejské slovo šúb a v Novém Zákoně strefonai, resp. epistrefó. Tyto termíny s původním významem otočení se v prostoru získaly své náboženské přeznačení.

## Ve Starém Zákoně
Hovoří se většinou o obrácení národů, a to obvykle jako o návratu k Hospodinu. Jedná se dále o opětovný návrat po porušení smlouvy s Hospodinem.

## V Novém Zákoně
Řecký termín epistrefó se pouze jednou vyskytuje jako popis chování člověka, který upadl do hříchu (Petr u Lk 22:32). Na jiných místech bývá obrácení popisováno odlišným způsobem. Například obrácení svatého Pavla je pojednáno hned na několika místech - Sk 10:5nn, 20:6nn, 2612nn).

## Dále v křesťanství
Slovo obrácení je často užíváno zejména v pietistické, charismatické a letniční části křesťanstva, a to s původním významem hlubokého přerodu k životu víry. Někteří křesťané je dokládají jako jeden konkrétní okamžik, jiní připouštějí obrácení jako delší proces.

## V židovství
Viz článek Gijur.

## V islámu
V islámu je třeba před věřícím svědkem třikrát pronést vyznání víry.